# Портюг
Портюг — река в России, протекает в Пыщугском и Межевском районах Костромской области. Устье реки находится в 152 км по левому берегу реки Межа. Длина реки составляет 44 км, площадь водосборного бассейна 237 км².
Исток Портюга находится в лесах в 19 км к западу от посёлка Пыщуг. Река течёт на северо-запад по лесному массиву, русло извилистое. Верхнее течение проходит по территории Пыщугского района, остальное — по территории Межевского. В среднем течении близ реки — деревни Батаево и Ледянки. Впадает в Межу у деревни Портюг.

## Притоки (км от устья)
- 24 км: река Ночной Портюг (пр)

## Данные водного реестра
По данным государственного водного реестра России относится к Верхневолжскому бассейновому округу, водохозяйственный участок реки — Унжа от истока и до устья, речной подбассейн реки — Бассей притоков Волги ниже Рыбинского водохранилища до впадения Оки. Речной бассейн реки — (Верхняя) Волга до Куйбышевского водохранилища (без бассейна Оки).
По данным геоинформационной системы водохозяйственного районирования территории РФ, подготовленной Федеральным агентством водных ресурсов:
- Код водного объекта в государственном водном реестре — 08010300312110000015631
- Код по гидрологической изученности (ГИ) — 110001563
- Код бассейна — 08.01.03.003
- Номер тома по ГИ — 10
- Выпуск по ГИ — 0